# Gabriel Feijoo de Araújo
Gabriel Feijoo de Araújo fue un escritor gallego que vivió entre los siglos XVII y XVIII.
Poco se sabe de su vida. El único dato cierto con el que se cuenta es que poseía el título de licenciado. Fermín Bouza-Brey, investigando sus apellidos, llegó a la conclusión de que era oriundo de la margen derecha del río Miño. Además, este investigador estableció que Feijoo de Araújo poseía vínculos familiares, por su apellido paterno, con el Padre Feijoo.
Autor del primer entremés conservado en gallego, conocido como Entremés famoso sobre a pesca no río Miño, 1671?, del que Bouza-Brey hizo la primera edición impresa en 1953. La obra está compuesta de 9 escenas en las que se describe la contienda que tuvieron los labradores de la feligresía de Caldelas con los portugueses sobre la pesca en el río Miño.
La importancia de Gabriel Feijoo no se debe realmente al valor literario de su obra, sino al hecho de que es la primera obra de teatro en gallego (con diálogos en portugués) que se conoce. Se conserva solo una copia del original, en la Biblioteca Nacional de Madrid, copia realizada con numerosos errores tanto en los textos gallegos como en los portugueses. También debe destacarse el valor que representa para el conocimiento del gallego hablado en Galicia en el siglo XVII.